# Мистецький музей Фроста
Мистецький музей Патріції та Філіппа Фрост (більш відомий як Мистецький музей Фроста) - музей, розташовано на території кампусу Модесто А. Майдіка Флоридського міжнародного університету (FIU) у Маямі, штат Флорида. 
Засновано у 1977 році як Мистецький музей у Флоридському міжнародному університеті (TAM / FIU). Музей зріс до офіційного визнання як головного культурного закладу Флориди через безпрецедентну колекцію латиноамериканського мистецтва та американського мистецтва XX сторіччя, його інноваційні виставки які залучають або покращують колекцію та її безпрецедентне обслуговування різноманітної аудиторії Південної Флориди . У 2003 році музей офіційно перейменовано на Мистецький музей Патрісії й Філіпа Фростів. 
У 1999 році музей отримав акредитацію від Американського об'єднання музеїв (AAM). Від громади Мистецький музей Фросту здобув визнання Маямський найкращий музей (Саут Флоридас Нью Таймс, 1996, 1994, 1993) та Маямський найкращий мистецький музей  2009 (Маямі Нью Таймс). Мистецький музей Фросту також філіязовано у рамках програми Смісонської філіязації.
Основні елементи колекції музею містять гаїтянські картини, американські сучасні скульптури, картини та фотографії.  

## Основні колекції
Постійна колекція Мистецького музею Фросту містить майже 6000 предметів з декількох видатних колекцій: «Загальна колекція», колекції «Метрополітан музей й мистецький центр» та колекція Бетті Лейрд Перрі зростаючих художників. 
- Загальна колекція представлена американським друком 1960-х та 1970-х років, фотографією, предколумбовими предметами 200-500 років. Та зростаючою кількістю робіт сучасних карибських та латиноамериканських митців. Музей продовжує розширювати колекцію за рахунок приватних пожертв та придбань.
- Колекція Метрополітан музею та мистецьких центрів була передана музею, щоб забезпечити своє виживання у 1989 році, коли Метрополітан музей й мистецький центр Корал-Ґейблс було закрито. Ця колекція має понад 2300 предметів зі скульптур, фотографії та картини основних діячів 20 сторіччя, велику колекцію американських гравюр 1960-х років; основних скульптурних творів; важливих фотографій; рідкісні японські нецке та стародавня бронза з азійських та африканських культур бронзової доби
- На підтримку програми студійних мистецтв університету, Колекція Бетті Лейрд Перрі зростаючих художників містить художні твори, що придбані у нагороджених студентам БФА й МФА, які закінчили програму з 1980 року. Численні отримувачі нагород продовжують здобувати національне та міжнародне визнання як зрілі митці.[4]

## Архітектура
З 1977 по 2008 рік музей розміщувався у 650 м2 приміщень адміністративної будівлі ФМУ Праймера Каса, що розташовану у самому серці університетського містечка. Тут було створену одну з найпрестижніших скульптурних програм на відкритому повітрі у ЗДА з 57 монументальними творами видатних скульпторів сучасного світового мистецтва. 

### Нова будівля
Новий Мистецький музей Фросту спроектував Єн Веймут з Гелмут Обата + Кассабаум. 4300 м2 будівля відкрита у листопаді 2008 року. 
У структурі є триповерховий скляний вхідний атрій та підвісні сходи, що ведуть на другий та третій поверхи, що містять 840 м2 виставкового простору. Три з дев’яти галерей присвячені постійній колекції; решта 6 галерей - тимчасові виставки. Помітне використання природного денного світла у галереях. Великі «листя» або «пелюстки» влаштовані для дифузії ультрафіолету шляхом розсіювання світла на стіни. Це унікальне освітлення в галереї було розроблено ArupLighting. 
Довге приміщення для колекції у новобудові дозволяє забезпечити належний простір для збереження, дослідження та підготовки художніх робіт. На першому поверсі галерея відкриття сім'ї Кенан-Флаглера та музейна тераса служать серцем навчальної та громадської роботи музею. 

## Виставки
Музей прагне розвивати свій міжнародний стандарт, тому проводив виставки, де демонструються роботи з різних регіонів Карибів, Східної Азії, Індії та Південної Флориди. Окрім культурного різноманіття, музей також приділяв пильну увагу широкому спектру стилів у світі сучасного мистецтва. 